# Шпиколоси (Польща)
Шпиколоси (пол. Szpikołosy) — село в Польщі, у гміні Грубешів Грубешівського повіту Люблінського воєводства. Населення — 464 особи (2011).

## Історія

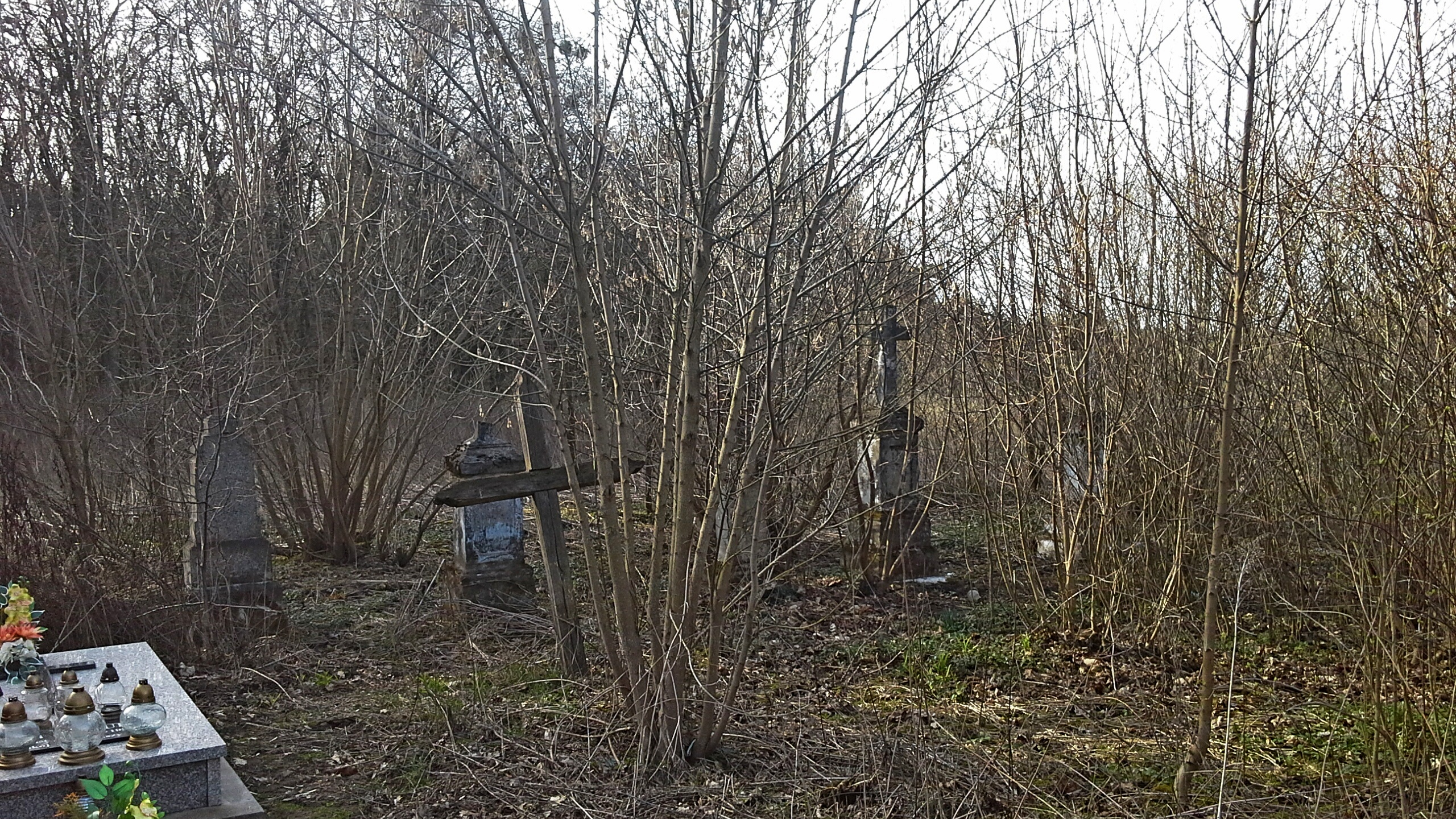
Православні надгробки на цвинтарі

1531 року вперше згадується православна церква в селі.
За даними етнографічної експедиції 1869—1870 років під керівництвом Павла Чубинського, у селі проживали греко-католики, які розмовляли українською мовою.
У міжвоєнні 1918—1939 роки польська влада в рамках великої акції закриття та руйнування українських храмів на Холмщині і Підляшші перетворила місцеву православну церкву на римо-католицький костел.
Під час проведення операції «Вісла» 20-25 червня 1947 року з Шпиколос було вивезено на «землі відзискані» (Вармінсько-Мазурське воєводство, Західнопоморське воєводство) 19 людей, залишилося 488 людей польської національності, а також залишилося 3 людини української національності з мішаних родин.
У 1975—1998 роках село належало до Замойського воєводства.

## Населення
Демографічна структура станом на 31 березня 2011 року:
|          | Загалом | Допрацездатний вік | Працездатний вік | Постпрацездатний вік |
| -------- | ------- | ------------------ | ---------------- | -------------------- |
| Чоловіки | 229     | 43                 | 153              | 33                   |
| Жінки    | 235     | 42                 | 124              | 69                   |
| Разом    | 464     | 85                 | 277              | 102                  |